# Арабские заимствования в немецком языке
Арабизмы в немецком языке появлялись по мере того, как в Германии средних веков и нового времени стала распространяться переводная литература по математике, географии и астрономии. Вместе с арабизмами в немецкий язык в разное время проникали слова из других языков. На сегодняшний день целые пласты немецкой лексики занимают именно заимствования из латинского, греческого, арабского, английского, французского, итальянского и некоторых славянских языков. Проникновение арабизмов происходило по большей части не напрямую из арабских источников, а косвенно.
Большая часть арабизмов представлена лексикой, связанной с наукой, что объясняется влиянием арабских учёных на развитие европейской науки в средневековье. В математике появились слова Algebra (от الجبر), Algorithmus (الخوارزمي), Chiffre, Ziffer (صفر). В химию прочно вошли слова Alkohol (الكحل), Azur (لاژورد), Chemie (الكيمياء), Elixier (الإكسير). Очень большое количество арабизмов связано с астрономией и геодезией. Например: Aldebaran (الدبران), Algol (الغول), Almanach (المناخ), Altair (النسر الطائر), Azimut (السمت), Beteigeuze (باط الجوزاء), Deneb (ذنب الدجاجة), Enif (أنف الفرس), Fomalhaut (فم الحوت), Nadir (نظير السمت), Rigel (رجل الجوزاء), Wega (النسر الواقع), Zenit (سمت الرأس).
Отдельные слова, которые по сути являются религиозными терминами, связанными с исламской религией, представляют слова Allah (الله), Kalif (خليفة), Moschee (مسجد), Fatwa (فتوة), Hafiz (حافظ), Hidschra (هِجْرَة), Islam (الإسلام), Koran (قُرْآن), Schari’a (شريعة), Umma (أمة).
Часть слов из арабского пришла в немецкий из французского и итальянского языков в видоизменённом виде, но с отчётливым совпадением с арабскими первоосновами. К таким словам относятся: Admiral (امير البحر), Arsenal (دار الصناعة), Giraffe (زرافة), Havarie (عوار), Karaffe (غرافة), Laute (العود), Makramee (مقرمة), Magazin (مخزن), Matratze (مطرح), Razzia (جازية), Safran (الزعفران), Tarif (تعريفة).